# Paloma Costa

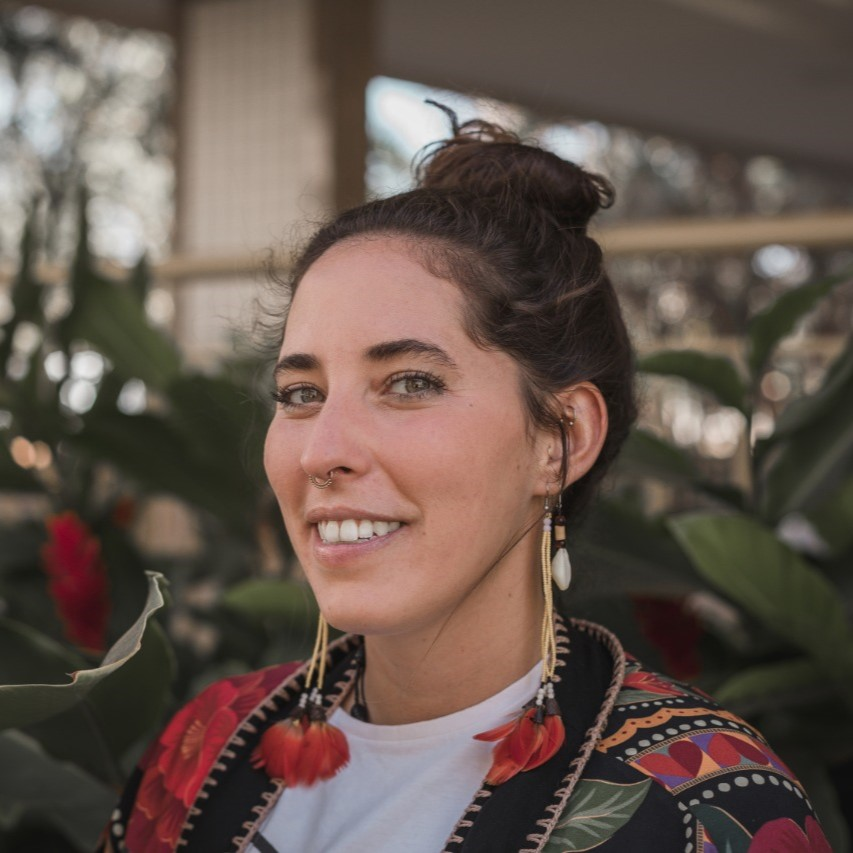
Paloma Costa para causadores (ecoa uol).

Paloma Costa Oliveira é formada em Direito pela Universidade de Brasília (UnB), socioambientalista, ciclista, educadora do clima e mobilizadora de jovens brasileira. Ela é um dos sete jovens líderes climáticos (de 18 a 28 anos) nomeados pelo Secretário-Geral das Nações Unidas, António Guterres, para um Grupo de Aconselhamento de Jovens sobre ação global para enfrentar a crise climática e evitar as mudanças climáticas.

## Ativismo
Em 2019, ao lado da ativista Greta Thunberg, Paloma deu uma palestra na abertura da Climate Action Summit, em Nova York. O discurso atraiu críticas à sua declaração de que "Não precisamos de orações, precisamos de ação", que foi entendida por alguns como pouco religiosa. 'Meu ponto', ela esclareceu, "é que não adianta continuar postando #prayforamazonia no Twitter, sem nunca deixar de comer a carne que vem do desmatamento". Costa sentiu-se positiva com a experiência, mas no geral decepcionada: "Quase não há compromisso... nada tocou meu coração". Ela relatou ter falado brevemente com Angela Merkel e Michelle Bachelet, enquanto nenhum representante do governo Bolsonaro do seu próprio país estaria disposto a conversar com ela.
Em entrevista, Costa declara que "nem por todo o dinheiro do mundo" trabalharia para uma empresa que facilita o desmatamento na Amazônia. Além disso, ela decidiu parar de comer carne assim que soube da relação entre a cadeia de abastecimento da carne bovina e o desmatamento. Ela também diz que usa a bicicleta para o seu deslocamento diário sempre que pode, bem como para ir a festas às vezes.
Paloma Costa é ex-aluna de intercâmbio numa universidade chilena e estagiou na Suprema Corte do Chile. É associada ao Instituto Socioambiental, dirigida por jovens da organização Engajamundo, do projeto Ciclimáticos, que ela co-fundou e do movimento #FreeTheFuture.